# اوله کالگرن
اوله کالگرن (سوئدی: Olle Källgren; ۷ سپتامبر ۱۹۰۷ – ۱۳ آوریل ۱۹۸۳) بازیکن فوتبال اهل سوئد بود.
وی همچنین در تیم ملی فوتبال سوئد بازی کرده‌است.